# Cláudio Coutinho
Cláudio Coutinho, właśc. Cláudio Pêcego de Moraes Coutinho (ur. 5 stycznia 1939, zm. 27 listopada 1981) – brazylijski trener piłkarski. 
Prowadził reprezentacje Brazylii w latach 1977–1980 i zdobył z nią brązowy medal na mistrzostwach świata 1978. Trenował również CR Flamengo (1976–1977, 1978–1980) i Los Angeles Aztecs (1981).